# Plattad jordtunga
Plattad jordtunga (Geoglossum cookeianum) är en svampart som tillhör divisionen sporsäcksvampar, och som beskrevs av John Axel Nannfeldt. Plattad jordtunga ingår i släktet Geoglossum, och familjen Geoglossaceae. Arten är reproducerande i Sverige.